# Nguyễn Thị Hòa Bình
Nguyễn Thị Hoà Bình (sinh 1954) là đại biểu Quốc hội Việt Nam khóa X. Bà thuộc đoàn đại biểu Bình Định.